# Troll and Dragon
Troll & Dragon ist ein Würfel- und Kinderspiel des französischen Spieleautors Alexandre Eherit. Es ist im Jahr 2018 gemeinsam mit SOS Dino und Farmini als eines der ersten Spiele der französischen Kinderspielmarke LOKI erschienen, in Deutschland wird es von der Hutter Trade vertrieben.

## Thema und Ausstattung
Troll & Dragon ist ein Würfelspiel mit einem Push-Your-Luck-Mechanismus, bei dem die bis zu fünf Mitspieler versuchen, möglichst viele Diamanten aus einer Trollhöhle und Goldnuggets aus einer von einem Drachen bewachten Schatzkammer einzusammeln und herauszubringen, bevor sie vom Troll oder vom Drachen erwischt werden.
Das Spielmaterial besteht neben einer Spielanleitung aus
- 60 Diamanten,
- 50 Goldnuggets,
- vier Diamantenhöhlenwürfeln,
- zwei Schatzkammerwürfeln,
- zwei Drachenwürfeln,
- fünf Abenteurerbeuteln,
- einer Trollhand, sowie
- der Diamantenhöhle und der Schatzkammer in der Spieleschachtel.[1]

## Spielweise
Zur Spielvorbereitung werden die Diamanten in die Trollhöhle und die Goldnuggets in die Schatzkammer gefüllt. Jeder Spieler erhält einen Abenteurersack nach Wahl, die Würfel und die Trollhand kommen in die Spielfeldmitte.
Beginnend mit einem Startspieler versuchen die Spieler nun nacheinander, möglichst viele Schätz zu ergattern. Jeder Spieler kann in seinem Spielzug zuerst die Trollhöhle und danach die Schatzkammer besuchen und dort Schätze sammeln.
In der Trollhöhle wirft der aktive Spieler mit den vier Diamantenhöhlenwürfeln und darf sich für jedes gewürfelte Diamantensymbol einen Diamanten aus der Höhle nehmen und neben seinen Beutel legen. Diese Würfel dürfen danach erneut geworfen werden. Wirft der Spieler ein Schlüssel- oder ein Türschlossymbol, darf er diese Würfel behalten oder ebenfalls erneut werfen. Wirft er ein Trollsymbol, ist dieser Würfel inaktiv und darf nicht mehr geworfen werden. Der Spieler darf jederzeit entscheiden, die Höhle zu verlassen und darf dann seine gesammelten Diamanten auf seinen Beutel legen. Sind alle Würfel inaktiv, hat er dagegen den Troll angelockt und muss seine gesammelten Schätze abgeben und auf die Trollhand legen. Hat der Spieler ein Schlüssel- und ein Türschloss, darf er sich dafür entscheiden, in die Schatzkammer mit dem Drachen weiterzugehen.
Geht der Spieler in die Schatzkammer, nimmt der nachfolgende Spieler die beiden Drachenwürfel und er selbst bekommt die beiden Schatzkammerwürfel. Nun würfeln beide Spieler mit beiden Würfeln und der aktive Spieler nimmt sich Goldnuggets entsprechend der gewürfelten Anzahl. Der Gegenspieler gibt die Würfel reihum weiter und sobald ein Spieler einen Drachen geworfen hat, sagt er dieses laut. Auch hier darf der aktive Spieler jederzeit verkünden, dass er die Höhle verlässt und dann alle Schätze beider Kammern auf seinen Beutel legen. Tut er dies nicht und die Gegenspieler würfeln einen zweiten Drachen, verliert er alle Schätze an den Spieler, der den zweiten Drachen geworfen hat. Dieser bekommt zusätzlich die Schätze, die der Troll gesammelt hat.
Das Spiel endet, wenn eine der beiden Kammern leer ist. Gewinner ist der Spieler, der die meisten und wertvollsten Schätze gesammelt hat, dabei hat ein Goldnugget den Wert von drei Diamanten. Bei einem Gleichstand gewinnt der Spieler mit den meisten Goldnuggets.

## Ausgaben und Rezeption
Das Spiel Troll & Dragon wurde von Alexandre Eherit entwickelt und die grafische Gestaltung wurde von Paul Mafayon umgesetzt. 2018 wurde das Spiel unter der neu gegründeten Marke LOKI des französischen Spieleverlags IELLO als multilinguales Spiel auf Französisch, Deutsch, Italienisch, Spanisch und Englisch veröffentlicht.

## Belege
1. 1 2 3 4 5 6 7  Spielanleitung Troll & Dragon, LOKI 2018.
2. ↑  Troll & Dragon, Versionen bei BoardGameGeek. Abgerufen am 1. Dezember 2018.